# Bevington
Bevington é uma cidade localizada no estado americano de Iowa, no Condado de Madison e Condado de Warren.

## Demografia
Segundo o censo americano de 2000, a sua população era de 58 habitantes. 
Em 2006, foi estimada uma população de 62, um aumento de 4 (6.9%).

## Geografia
De acordo com o United States Census Bureau tem uma área de 
0,7 km², dos quais 0,7 km² cobertos por terra e 0,0 km² cobertos por água.

## Localidades na vizinhança
O diagrama seguinte representa as localidades num raio de 16 km ao redor de Bevington. 